# Selånger SK Fotboll
Selånger SK Fotboll (SSK) är en svensk fotbollsklubb från Selånger i Sundsvall. 
Selånger Sportklubb bildades ursprungligen 1921, men delades upp i tre föreningar 1991 (bandy, skidor och orientering samt fotboll). Fotbollsklubben hette Selånger FK fram till 2020.
Damlaget har spelat en säsong i Sveriges högsta division 1979. Laget tog dock bara 2 poäng under hela säsongen. Herrlaget har som högst spelat i Sveriges tredjedivision, division 1, senast 2013. 
2015 drog laget sig ur division 2 (fjärdedivisionen) och började om i division 6. Därefter valde man att satsa mer på egna produkter och bygga ett lag utifrån det. 
Säsongen 2024 spelar herrlaget i division 3 och damlaget i division 1. Klubben har även ett ungt utvecklingslag lag i division 4, Selånger SK 2.
Klubben arrangerar Selånger vårcup och Selånger marknad ihop med Selånger SK Bandy och Selånger SOK inom samarbetet Selånger SK Idrottsallians.

## Klubbmärke och klubbfärger
Klubbfärgerna är röd och blå med randiga matchtröjor i dessa färger. Klubbmärket består av en sköld med Västernorrlands länsvapen och en gul banderoll med texten ”SSK” i blått ovanför.

## Selånger IP
Föreningen sköter driften av hemmaarenan Selånger IP i Bergsåker (tidigare Bergsåkers IP) som omfattar fyra fullstora gräsplaner, en grusplan med belysning (som används som isbana på vintern) samt fyra mindre planer (varav två med konstgräs). Även en fullstor konstgräsplan är på gång att anläggas. På området finns även sju omklädningsrum, kaféteria/klubbstuga, kansli och förråd. 
Klubben spelar även matcher på NP3 Arena (konstgräs) och Västhagens IP (konstgräs). 

### Fotnoter
1. ↑  ”Godkänt & klart - här är det nya namnet”. https://www.svenskalag.se/selangersk/nyheter/1567442/godkant-klart-har-ar-det-nya-namnet. Läst 19 januari 2021.
2. ↑  ”Klart: Selångers herrlag drar sig ur fotbollstvåan: "Har varit väldigt svårt"”. https://www.st.nu/artikel/klart-selangers-herrlag-drar-sig-ur-fotbollstvaan-har-varit-valdigt-svart. Läst 21 januari 2021.
3. ↑  ”Selånger FK”. 6 mars 2012. Arkiverad från originalet den 8 maj 2013. https://web.archive.org/web/20130508075612/http://www.svenskalag.se/selangerfk. Läst 19 december 2012.
4. ↑  ”Klubbhandbok Selånger FK 20190410.pdf”. https://svlgcdn.blob.core.windows.net/teamdata/files/5915/Klubbhandbok%20Sel%C3%A5nger%20FK%2020190410.pdf?v=1. Läst 21 januari 2021.
5. ↑  ”Skopan i backen”. https://www.svenskalag.se/selangersk/nyheter/1547796/skopan-i-backen. Läst 19 januari 2021.